# Sławomir Rawicz
Sławomir Rawicz (1. září 1915 Pinsk – 5. dubna 2004 Nottingham) byl poručík polské armády, který byl po německo-sovětské invazi do Polska uvězněn sovětskou NKVD. V knize Dlouhá cesta tvrdil, že v roce 1941 spolu s dalšími šesti vězni uprchli ze sibiřského gulagu a následně se pěšky vydali na jih. Jejich cesta byla dlouhá 6 500 km, přičemž údajně překonali poušť Gobi, Tibet a Himálaje, až se v zimě roku 1942 dostali do Britské Indie. 
V roce 2006 BBC zveřejnila zprávu založenou na bývalých sovětských záznamech, včetně prohlášení napsaných samotným Rawiczem, která ukazuje, že Rawicz byl propuštěn v roce 1942 v rámci sovětské všeobecné amnestie Poláků a následně transportován přes Kaspické moře do uprchlického tábora v Íránu, což poukazuje na to, že k jeho údajnému útěku do Britské Indie nikdy nedošlo.
V květnu 2009 se polský veterán z druhé světové války Witold Gliński, žijící ve Spojeném království, přihlásil s tvrzením, že příběh o Rawiczovi je pravdivý, ale je popisem toho, co se stalo jemu, nikoli Rawiczovi. Toto Glińského tvrzení bylo různými zdroji zpochybňováno. Syn Ruperta Mayna, britského zpravodajského důstojníka v Britské Indii, uvedl, že jeho otec v roce 1942 v Kalkatě vyzpovídal tři vyhublé muže, kteří tvrdili, že utekli ze Sibiře. Syn Ruperta Mayna prohlásil, že jeho otec vždy věřil, že příběh tři vyhublých mužů byl totožný s příběhem popisovaným v knize Dlouhá cesta. Od vyprávění jeho otce uplynulo mnoho let a tak jména ani žádné další podrobnosti si syn Ruperta Mayna již nepamatoval. Následný výzkum nedokázal odhalit pravdivé důkazy k tomuto útěku a následné cestě do Britské Indie.